# Antonia Sales
Antonia Rojas Sales (Pucallpa, 13 de junho de 1954),  é uma política brasileira filiada ao MDB. 
Nas eleições de 2022, foi eleita deputada estadual pelo Acre, já tendo sido eleita em outras quatro oportunidades, em 2002, 2006, 2010 e 2018.Casada com o ex-prefeito de Cruzeiro do Sul Vagner Sales, é mãe da ex-deputada federal Jéssica Sales.